# Tournoi pré-olympique de la CONMEBOL 1987
Navigation
Los Angeles 1984 Barcelone 1992
Le tournoi pré-olympique de la CONMEBOL 1987 a eu pour but de désigner les deux nations qualifiées au sein de la zone Amérique du Sud pour participer au tournoi final de football, disputé lors des Jeux olympiques de Séoul en 1988,,.
Le tournoi pré-olympique sud-américain s'est déroulé du 18 avril au 3 mai 1987 dans trois villes de Bolivie : Santa Cruz, Cochabamba et La Paz. Pour la seconde fois seulement, toutes les fédérations nationales du continent participent au tournoi. Les dix nations ont été versées dans deux poules de cinq équipes. Les deux équipes les mieux classées de chacun des deux groupes se sont retrouvées pour le tournoi final au sein d'un groupe unique dont les deux premiers étaient placés pour le tournoi olympique au terme d'une compétition à match unique entre chacun des adversaires.
À l'issue de ces éliminatoires, le Brésil et l'Argentine se sont qualifiés.

## Pays qualifiés
| Dates                     | Lieu    | Places | Qualifiés        |
| ------------------------- | ------- | ------ | ---------------- |
| du 18 avril au 3 mai 1987 | Bolivie | 2      | Brésil Argentine |

## Format des qualifications
Dans les phases de qualification en groupe disputées selon le système de championnat, en cas d’égalité de points de plusieurs équipes à l'issue de la dernière journée, les critères suivants sont appliqués dans l'ordre indiqué pour établir leur classement :

- Meilleure différence de buts,
- Plus grand nombre de buts marqués.

## Villes et stades
Le tournoi pré-olympique sud-américain s'est déroulé du 18 avril au 3 mai 1987 dans trois villes de Bolivie : Santa Cruz, Cochabamba et La Paz.
| \| Santa Cruz Cochabamba La Paz \| |
| Santa Cruz Cochabamba La Paz       |

| Santa Cruz Cochabamba La Paz |

## Tournoi qualificatif
À l'issue de ces éliminatoires, le Brésil et l'Argentine se sont qualifiés.

### Premier tour

#### Groupe A
Les rencontres ont été disputées à Santa Cruz en Bolivie du 18 au 26 avril 1987.
| Rang | Équipe   | Pts | J | G | N | P | Bp | Bc | Diff |  | Résultats (▼ dom., ► ext.) |  |     |     |     |     |
| ---- | -------- | --- | - | - | - | - | -- | -- | ---- |  | -------------------------- |  | --- | --- | --- | --- |
| 1    | Colombie | 7   | 4 | 3 | 1 | 0 | 4  | 0  | +4   |  | Colombie                   |  | 2-0 | 1-0 | 0-0 | 1-0 |
| 2    | Brésil   | 4   | 4 | 1 | 2 | 1 | 5  | 5  | 0    |  | Brésil                     |  |     | 3-1 | 1-1 | 1-1 |
| 3    | Paraguay | 4   | 4 | 2 | 0 | 2 | 4  | 4  | 0    |  | Paraguay                   |  |     |     | 1-0 | 2-0 |
| 4    | Uruguay  | 4   | 4 | 1 | 2 | 1 | 2  | 2  | 0    |  | Uruguay                    |  |     |     |     | 1-0 |
| 5    | Pérou    | 1   | 4 | 0 | 1 | 3 | 1  | 5  | -4   |  | Pérou                      |  |     |     |     |     |

#### Détail des rencontres
| 1ère journée  | Colombie                                                                                                 | 1 - 0   | Pérou | Estadio Ramón Tahuichi Aguilera Santa Cruz, Bolivie |                                  |
| 18 avril 1987 | Pérez 83e (pen.)                                                                                         | (0 - 0) | | Arbitrage : Jorge Eduardo Romero                    | Arbitrage : Jorge Eduardo Romero |
| 18 avril 1987 | Higuita - Perea, Conde (es), Herrera, Villa - Pérez, Álvarez, Redín - Maturana, Galeano ( Tréllez), Osma | Équipes | Ganoza - Puntriano, Castro, Arrelucea, Olivares - Wilmar Valencia, Iglesias, Bustamante ( del Solar), Martínez ( Loyola) - La Rosa, Rey Muñoz | Arbitrage : Jorge Eduardo Romero                    | Arbitrage : Jorge Eduardo Romero |

| 18 avril 1987 | Brésil                                       | 3 - 1 | Paraguay        | Estadio Ramón Tahuichi Aguilera Santa Cruz, Bolivie |                                               |
| | João Paulo 45e · Bebeto 75e · Mirandinha 78e | (1 - 0) | Franco (it) 66e | Spectateurs : 12 000 Arbitrage : Elías Jácome       | Spectateurs : 12 000 Arbitrage : Elías Jácome |
| Paulo Vítor - Jorginho, Pinga, Ricardo Rocha, Nelsinho - Douglas, Bebeto, Edú Marangón - Valdo, Evair ( Mirandinha), João Paulo ( Bernardo) | Équipes                                      | Raúl Navarro - Ortiz, Ruíz Vieira, Caballero, Blanco (it) - Chamorro (it), Franco (it), Palacios - González, Torres ( Cabrera), Miño (it) ( Román (es)) |                 | Spectateurs : 12 000 Arbitrage : Elías Jácome       | Spectateurs : 12 000 Arbitrage : Elías Jácome |

| 2ème journée  | Uruguay | 1 - 0   | Pérou | Estadio Ramón Tahuichi Aguilera Santa Cruz, Bolivie |                                  |
| 20 avril 1987 | Peletti 48e | (0 - 0) | | Arbitrage : Jorge Antequera (it)                    | Arbitrage : Jorge Antequera (it) |
| 20 avril 1987 | Seré - Pereira, Aguirregaray, Pintos Saldanha - Peletti, Peña (es), Larré, Bengoechea - Silvera (it) ( Castro (en)), Báez (en), Rebollo (es) | Équipes | Ganoza - Puntriano, Castro, Duffoo (es), Olivares - Escobar (en), Casanova, Illescas (es), Loyola - La Rosa, Rey Muñoz ( Martínez) | Arbitrage : Jorge Antequera (it)                    | Arbitrage : Jorge Antequera (it) |

| 20 avril 1987                                                                                            | Colombie                  | 2 - 0 | Brésil | Estadio Ramón Tahuichi Aguilera Santa Cruz, Bolivie |                           |
| | Galeano 60e · Tréllez 83e | (0 - 0) |        | Arbitrage : Gastón Castro                           | Arbitrage : Gastón Castro |
| Higuita - Perea, Conde (es), Herrera, Villa - Pérez, Álvarez, Redín - Maturana, Galeano, Osma ( Tréllez) | Équipes                   | Paulo Vítor - Pinga, Ricardo Rocha, Jorginho, Nelsinho - Douglas, Edú, Valdo - Evair ( Mirandinha), Bebeto ( Sérgio Araújo (en)), João Paulo |        | Arbitrage : Gastón Castro                           | Arbitrage : Gastón Castro |

| 3ème journée  | Paraguay | 2 - 0   | Pérou | Estadio Ramón Tahuichi Aguilera Santa Cruz, Bolivie |                                                  |
| 22 avril 1987 | Torres 29e · Franco (it) 61e | (1 - 0) | | Spectateurs : 2 000 Arbitrage : Pascual Figliulo    | Spectateurs : 2 000 Arbitrage : Pascual Figliulo |
| 22 avril 1987 | Raúl Navarro - Jiménez, Caballero, Ruíz Vieira, Román (es) - Franco (it), Chamorro (it), Palacios - González ( 75e Cabrera), Torres ( Díaz (es)), Miño (it) | Équipes | Ganoza - Puntriano ( 60e Reyes (it)), Castro, Duffoo (es), Olivares - Illescas (es), Casanova, Escobar (en), Loyola - La Rosa, Rey Múñoz ( 46e Saavedra) | Spectateurs : 2 000 Arbitrage : Pascual Figliulo    | Spectateurs : 2 000 Arbitrage : Pascual Figliulo |

| 22 avril 1987 | Colombie | 0 - 0 | Uruguay | Estadio Ramón Tahuichi Aguilera Santa Cruz, Bolivie |                                              |
| |          | (0 - 0) |         | Spectateurs : 3 500 Arbitrage : Elías Jácome        | Spectateurs : 3 500 Arbitrage : Elías Jácome |
| | Rapport  | |         | Spectateurs : 3 500 Arbitrage : Elías Jácome        | Spectateurs : 3 500 Arbitrage : Elías Jácome |
| Higuita - Perea, Conde (es), Herrera, Villa - Pérez 27e, García, Redín - Maturana, Galeano ( Estrada), Osma ( Tréllez) | Équipes  | Seré - Pereira, Aguirregaray, Rebollo (es), Pintos Saldanha - Peña (es), Larré, Bengoechea - Peletti, Báez (en), Silvera (it) |         | Spectateurs : 3 500 Arbitrage : Elías Jácome        | Spectateurs : 3 500 Arbitrage : Elías Jácome |

| 4ème journée  | Colombie | 1 - 0   | Paraguay | Estadio Ramón Tahuichi Aguilera Santa Cruz, Bolivie |                                               |
| 24 avril 1987 | García 76e | (0 - 0) | | Spectateurs : 2 000 Arbitrage : Gastón Castro       | Spectateurs : 2 000 Arbitrage : Gastón Castro |
| 24 avril 1987 | Higuita - Herrera, Conde (es), Perea, Villa - Álvarez, García, Redín ( 70e Tréllez) - Hernández ( 60e Osma), Galeano, Maturana | Équipes | Raúl Navarro - Paredes, Caballero, Ruíz Vieira, Blanco (it) - Franco (it), Chamorro (it), Palacios - González ( 33e Jiménez) - Cabrera ( 57e Torres), Díaz (es) | Spectateurs : 2 000 Arbitrage : Gastón Castro       | Spectateurs : 2 000 Arbitrage : Gastón Castro |

| 24 avril 1987 | Brésil         | 1 - 1 | Uruguay        | Estadio Ramón Tahuichi Aguilera Santa Cruz, Bolivie  |                                                      |
| | Mirandinha 13e | (1 - 1) | Bengoechea 21e | Spectateurs : 6 000 Arbitrage : Jorge Eduardo Romero | Spectateurs : 6 000 Arbitrage : Jorge Eduardo Romero |
| Zé Carlos - Jorginho, Pinga, Ricardo Rocha, Nelsinho ( Edu Manga) - Douglas, Bernardo, Bebeto - Valdo, Mirandinha, João Paulo ( Evair) | Équipes        | Seré - Pereira, Aguirregaray, Rebollo (es), Pintos Saldanha - Peña (es), Bengoechea, Larré - Peletti ( Barán), Báez (en), Silvera (it) ( Díaz (it)) |                | Spectateurs : 6 000 Arbitrage : Jorge Eduardo Romero | Spectateurs : 6 000 Arbitrage : Jorge Eduardo Romero |

| 5ème journée  | Paraguay            | 1 - 0   | Uruguay | Estadio Ramón Tahuichi Aguilera Santa Cruz, Bolivie  |                                                      |
| 26 avril 1987 | González 75e (pen.) | (0 - 0) |         | Spectateurs : 2 000 Arbitrage : Jorge Eduardo Romero | Spectateurs : 2 000 Arbitrage : Jorge Eduardo Romero |

| 26 avril 1987 | Brésil      | 1 - 1 | Pérou            | Estadio Ramón Tahuichi Aguilera Santa Cruz, Bolivie |                                               |
| | Douglas 75e | (0 - 0) | Escobar (en) 47e | Spectateurs : 6 000 Arbitrage : Gastón Castro       | Spectateurs : 6 000 Arbitrage : Gastón Castro |
| | Rapport     | |                  | Spectateurs : 6 000 Arbitrage : Gastón Castro       | Spectateurs : 6 000 Arbitrage : Gastón Castro |
| Zé Carlos - Jorginho, Ricardo Rocha, Pinga, Edu Manga - Douglas, Bebeto, Edú Marangón ( Sérgio Araújo (en)) - Valdo, Mirandinha ( Evair), João Paulo | Équipes     | Ganoza - Arrelucea, Reyes (it), Duffoo (es), Olivares - Illescas (es) ( del Solar), Casanova ( Cordero), Bustamante, Escobar (en) - La Rosa, Loyola |                  | Spectateurs : 6 000 Arbitrage : Gastón Castro       | Spectateurs : 6 000 Arbitrage : Gastón Castro |

#### Groupe B
Les rencontres ont été disputées à Cochabamba en Bolivie du 19 au 27 avril 1987.
| Rang | Équipe    | Pts | J | G | N | P | Bp | Bc | Diff |  | Résultats (▼ dom., ► ext.) |  |     |     |     |     |
| ---- | --------- | --- | - | - | - | - | -- | -- | ---- |  | -------------------------- |  | --- | --- | --- | --- |
| 1    | Argentine | 6   | 4 | 2 | 2 | 0 | 6  | 1  | +5   |  | Argentine                  |  | 3-0 | 1-1 | 0-0 | 2-0 |
| 2    | Bolivie   | 6   | 4 | 3 | 0 | 1 | 5  | 3  | +2   |  | Bolivie                    |  |     | 1-0 | 1-0 | 3-0 |
| 3    | Chili     | 5   | 4 | 2 | 1 | 1 | 6  | 4  | +2   |  | Chili                      |  |     |     | 2-1 | 3-1 |
| 4    | Équateur  | 3   | 4 | 1 | 1 | 2 | 2  | 3  | -1   |  | Équateur                   |  |     |     |     | 1-0 |
| 5    | Venezuela | 0   | 4 | 0 | 0 | 4 | 1  | 9  | -8   |  | Venezuela                  |  |     |     |     |     |

#### Détail des rencontres
| 1ère journée  | Argentine | 1 - 1   | Chili | Estadio Sudamericano Félix Capriles Cochabamba, Bolivie |                                        |
| 19 avril 1987 | Dertycia 8e | (1 - 0) | Pizarro 83e | Arbitrage : Emilio Márquez de Mezquita                  | Arbitrage : Emilio Márquez de Mezquita |
| 19 avril 1987 | Rapport |         | | Arbitrage : Emilio Márquez de Mezquita                  | Arbitrage : Emilio Márquez de Mezquita |
| 19 avril 1987 | Goycochea - Basualdo ( 66e Gutiérrez), Theiler (en), Marchesini (en), Ríos (es), Troglio - Fantaguzzi (es), Acosta, Dertycia - Funes (en), Rodríguez ( 73e Perazzo (en)) | Équipes | Cornez - Reyes, Toro (it), Astengo ( 46e Olmos), Opazo, Soto - Rodríguez (es), Vera ( 75e Pérez (en)), Pizarro - Salgado, Basay 50e | Arbitrage : Emilio Márquez de Mezquita                  | Arbitrage : Emilio Márquez de Mezquita |

| 19 avril 1987 | Bolivie                                    | 3 - 0 | Venezuela | Estadio Sudamericano Félix Capriles Cochabamba, Bolivie |                                                     |
| | Salinas (nl) 2e · Soria 7e · Vera (it) 29e | (3 - 0) |           | Spectateurs : 30 000 Arbitrage : Jose Palacio Angel     | Spectateurs : 30 000 Arbitrage : Jose Palacio Angel |
| | Rapport                                    | |           | Spectateurs : 30 000 Arbitrage : Jose Palacio Angel     | Spectateurs : 30 000 Arbitrage : Jose Palacio Angel |
| Barrero - Romero, Ferrufino (es), Pedraza, Vera (it) ( García (en)) - Villegas (en), Justiniano (it), Soria ( Arias (nl)) - Peña, Salinas (nl), Castillo | Équipes                                    | Gómez - Molina, Rivas, Mucci ( Gamboa), Quintero (it) - Mendoza (it), Rizzi (it), Jaimes, Zambrano ( Sanvicente) - Fernández, Arreaza |           | Spectateurs : 30 000 Arbitrage : Jose Palacio Angel     | Spectateurs : 30 000 Arbitrage : Jose Palacio Angel |

| 2ème journée  | Argentine | 0 - 0   | Équateur | Estadio Sudamericano Félix Capriles Cochabamba, Bolivie |                                    |
| 21 avril 1987 | | (0 - 0) | | Arbitrage : Ernesto Filippi Cavani                      | Arbitrage : Ernesto Filippi Cavani |
| 21 avril 1987 | Goycochea - Theiler (en), Ríos (es), Basualdo, Marchesini (en), Troglio - Fantaguzzi (es), Acosta ( 60e Gutiérrez), Alfaro, Dertycia - Funes (en) ( 64e Perazzo (en)) | Équipes | Chiriboga (nl) - Carrión, Fajardo (es), Macías, Mosquera (nl) - Marsetti (en) ( 46e Vaca), Domínguez (it), Quiñónez (en), Múñoz ( Batioja (nl)), Aguinaga - Avilés | Arbitrage : Ernesto Filippi Cavani                      | Arbitrage : Ernesto Filippi Cavani |

| 21 avril 1987 | Bolivie  | 1 - 0   | Chili | Estadio Sudamericano Félix Capriles Cochabamba, Bolivie |                                    |
|               | Peña 21e | (1 - 0) |       | Arbitrage : Edgardo Codesal Méndez                      | Arbitrage : Edgardo Codesal Méndez |

| 3ème journée  | Chili | 2 - 1   | Équateur | Estadio Sudamericano Félix Capriles Cochabamba, Bolivie |                                              |
| 23 avril 1987 | Salgado 54e 74e | (0 - 1) | Marsetti (en) 5e | Spectateurs : 4 500 Arbitrage : César Cachay            | Spectateurs : 4 500 Arbitrage : César Cachay |
| 23 avril 1987 | Cornez - Reyes, Astengo, Pérez (en) ( 75e Soto), Vera - Rodríguez (es), Pizarro, Toro (it) - Salgado, Cofré (es) ( ?), Basay | Équipes | Chiriboga (nl) - Carrión, Fajardo (es), Macías, Mosquera (nl), Vaca - Quiñónez (en), Domínguez (it) ( Verduga (es)), Marsetti (en), Guerrero (nl) ( Aguinaga) - Avilés | Spectateurs : 4 500 Arbitrage : César Cachay            | Spectateurs : 4 500 Arbitrage : César Cachay |

| 23 avril 1987 | Argentine                      | 2 - 0 | Venezuela | Estadio Sudamericano Félix Capriles Cochabamba, Bolivie |                                                         |
| | Troglio 55e · Perazzo (en) 74e | (0 - 0) |           | Spectateurs : 10 000 Arbitrage : Juan Francisco Escobar | Spectateurs : 10 000 Arbitrage : Juan Francisco Escobar |
| Goycochea - Basualdo, Theiler (en), Marchesini (en), Ríos (es), Troglio - Fantaguzzi (es), Alfaro ( 90e Rodríguez), Acosta 87e - Perazzo (en), Gutiérrez ( 46e Caniggia) | Équipes                        | Gómez - Molina, Rivas 78e, Orozco ( 71e Zambrano), Quintero (it) - Mendoza (it), Rizzi (it), Jaimes ( Gamboa), Sanvicente - Fernández, Arreaza |           | Spectateurs : 10 000 Arbitrage : Juan Francisco Escobar | Spectateurs : 10 000 Arbitrage : Juan Francisco Escobar |

| 4ème journée  | Chili                                                                                                | 3 - 1   | Venezuela | Estadio Sudamericano Félix Capriles Cochabamba, Bolivie |                                        |
| 25 avril 1987 | Salgado 1re · Rodríguez (es) 38e · Basay 85e                                                         | (2 - 1) | Arreaza 19e | Arbitrage : Emilio Márquez de Mezquita                  | Arbitrage : Emilio Márquez de Mezquita |
| 25 avril 1987 | Cornez - Reyes, Astengo, Martínez, Soto - Rodríguez (es), Vera, Pizarro - Salgado, Basay, Pérez (en) | Équipes | Pacifici - Mucci, Rizzi (it), Paz, Quintero (it), Orozco - Mendoza (it), Zambrano, Arreaza ( Domínguez (en)) - Fernández ( Gamboa), Sanvicente | Arbitrage : Emilio Márquez de Mezquita                  | Arbitrage : Emilio Márquez de Mezquita |

| 25 avril 1987 | Bolivie           | 1 - 0   | Équateur | Estadio Sudamericano Félix Capriles Cochabamba, Bolivie |                                                     |
|               | Villegas (en) 69e | (0 - 0) |          | Spectateurs : 10 000 Arbitrage : Lennox Sirjuesingh     | Spectateurs : 10 000 Arbitrage : Lennox Sirjuesingh |

| 5ème journée  | Équateur | 1 - 0   | Venezuela | Estadio Sudamericano Félix Capriles Cochabamba, Bolivie |                                    |
| 27 avril 1987 | Avilés 50e | (0 - 0) | | Arbitrage : Ernesto Filippi Cavani                      | Arbitrage : Ernesto Filippi Cavani |
| 27 avril 1987 | Enríquez (nl) - Jácome (it), Fajardo (es), Quiñónez (en), Alcívar (it) - Marín, Mosquera (nl), Marsetti (en), Muñoz ( Guerrero (nl)) - Avilés, Márquez ( Verduga (es)) | Équipes | Gómez - Molina, Rizzi (it), Mendoza (it), Quintero (it) ( Mucci) - Valera ( Paz), Zambrano, Sanvicente, Jaimes - Arreaza, Domínguez (en) | Arbitrage : Ernesto Filippi Cavani                      | Arbitrage : Ernesto Filippi Cavani |

| 27 avril 1987 | Bolivie | 0 - 3 | Argentine                                   | Estadio Sudamericano Félix Capriles Cochabamba, Bolivie |                                    |
| |         | (0 - 2) | Caniggia 10e · Troglio 31e · Funes (en) 83e | Arbitrage : Edgardo Codesal Méndez                      | Arbitrage : Edgardo Codesal Méndez |
| Barrero - Veizaga, Pedraza, Rivero (it), Vera (it) - Antelo, Arias (nl) ( Villegas (en)), Ramos - Ramírez (it), Ortega, García (en) | Équipes | Goycochea - Basualdo, Theiler (en), Fabbri, Domenech, Troglio - Fantaguzzi (es), Alfaro, Ríos (es) - Perazzo (en), Caniggia ( Funes (en)) |                                             | Arbitrage : Edgardo Codesal Méndez                      | Arbitrage : Edgardo Codesal Méndez |

### Tournoi final
Le tournoi a été disputé à La Paz en Bolivie du 29 avril au 3 mai 1987.
| Rang | Équipe    | Pts | J | G | N | P | Bp | Bc | Diff |  | Résultats (▼ dom., ► ext.) |  |     |     |     |
| ---- | --------- | --- | - | - | - | - | -- | -- | ---- |  | -------------------------- |  | --- | --- | --- |
| 1    | Brésil    | 4   | 3 | 2 | 0 | 1 | 4  | 4  | 0    |  | Brésil                     |  | 0-2 | 2-1 | 2-1 |
| 2    | Argentine | 3   | 3 | 1 | 1 | 1 | 2  | 1  | +1   |  | Argentine                  |  |     | 0-0 | 0-1 |
| 3    | Bolivie   | 3   | 3 | 1 | 1 | 1 | 3  | 3  | 0    |  | Bolivie                    |  |     |     | 2-1 |
| 4    | Colombie  | 2   | 3 | 1 | 0 | 2 | 3  | 4  | -1   |  | Colombie                   |  |     |     |     |

#### Détail des rencontres
| 6ème journée  | Argentine | 2 - 0   | Brésil | Estadio Hernando Siles La Paz, Bolivie         |                                                |
| 29 avril 1987 | Perazzo (en) 15e · Alfaro 73e | (1 - 0) | | Spectateurs : 48 000 Arbitrage : Gastón Castro | Spectateurs : 48 000 Arbitrage : Gastón Castro |
| 29 avril 1987 | Rapport |         | | Spectateurs : 48 000 Arbitrage : Gastón Castro | Spectateurs : 48 000 Arbitrage : Gastón Castro |
| 29 avril 1987 | Goycochea - Basualdo, Theiler (en), Fabbri, Domenech ( Marchesini (en)) - Fantaguzzi (es), Ríos (es), Troglio - Alfaro, Caniggia, Perazzo (en) ( Funes (en)) | Équipes | Zé Carlos - Jorginho, Pinga, Ricardo Rocha, Nelsinho - Douglas ( Sérgio Araújo (en)), Bernardo, Bebeto ( Edú Marangón) - Valdo, Mirandinha, João Paulo | Spectateurs : 48 000 Arbitrage : Gastón Castro | Spectateurs : 48 000 Arbitrage : Gastón Castro |

| 29 avril 1987 | Bolivie                                | 2 - 1 | Colombie    | Estadio Hernando Siles La Paz, Bolivie        |                                               |
| | Salinas (nl) 22e (pen.) · Castillo 72e | (1 - 0) | Galeano 75e | Spectateurs : 48 000 Arbitrage : Elías Jácome | Spectateurs : 48 000 Arbitrage : Elías Jácome |
| Barrero - Romero, Ferrufino (es), Rivero (it), Vera (it) - Arias (nl), Justiniano (it), Castillo, Soria ( 89e Dario Veyzaga) - Peña ( 58e Ramírez (it)), Salinas (nl) | Équipes                                | Higuita - Herrera, Perea, Conde (es), Villa - Álvarez, Redín, García - Osma ( 74e Estrada), Galeano, Maturana ( 60e Tréllez) |             | Spectateurs : 48 000 Arbitrage : Elías Jácome | Spectateurs : 48 000 Arbitrage : Elías Jácome |

| 7ème journée | Brésil | 2 - 1   | Colombie | Estadio Hernando Siles La Paz, Bolivie                  |                                                         |
| 1er mai 1987 | Jorginho 61e · João Paulo 70e | (0 - 0) | Maturana 47e | Spectateurs : 55 000 Arbitrage : Edgardo Codesal Méndez | Spectateurs : 55 000 Arbitrage : Edgardo Codesal Méndez |
| 1er mai 1987 | Zé Carlos - Jorginho, Geraldão, Ricardo Rocha, Nelsinho - Bernardo, Edú Marangón, Bebeto - Sérgio Araújo (en) ( João Paulo), Mirandinha ( Evair), Valdo | Équipes | Higuita - Herrera, Perea, Conde (es), Villa - Álvarez, Pérez, Redín ( García) - Tréllez, Galeano, Maturana ( Osma) | Spectateurs : 55 000 Arbitrage : Edgardo Codesal Méndez | Spectateurs : 55 000 Arbitrage : Edgardo Codesal Méndez |

| 1er mai 1987 | Bolivie | 0 - 0 | Argentine | Estadio Hernando Siles La Paz, Bolivie                  |                                                         |
| |         | (0 - 0) |           | Spectateurs : 55 000 Arbitrage : Juan Francisco Escobar | Spectateurs : 55 000 Arbitrage : Juan Francisco Escobar |
| Barrero - Romero ( Veizaga), Rivero (it), Ferrufino (es), Vera (it) - Arias (nl), Soria, Castillo - Peña ( García (en)), Justiniano (it) - Salinas (nl) | Équipes | Goycochea - Basualdo, Marchesini (en), Theiler (en), Ríos (es), Fabbri - Fantaguzzi (es), Troglio - Alfaro ( Rodríguez), Caniggia ( Dertycia), Funes (en) |           | Spectateurs : 55 000 Arbitrage : Juan Francisco Escobar | Spectateurs : 55 000 Arbitrage : Juan Francisco Escobar |

| 8ème journée | Colombie | 1 - 0   | Argentine | Estadio Hernando Siles La Paz, Bolivie                  |                                                         |
| 3 mai 1987   | Redín 18e | (1 - 0) | | Spectateurs : 50 000 Arbitrage : Edgardo Codesal Méndez | Spectateurs : 50 000 Arbitrage : Edgardo Codesal Méndez |
| 3 mai 1987   | Higuita - Peláez, Perea, Mendoza, Villa - Pérez, Redín, García - Estrada, Hernández, Maturana ( 67e Tréllez) | Équipes | Goycochea - Basualdo, Theiler (en) 31e, Fabbri, Ríos (es) - Fantaguzzi (es), Troglio, Acosta ( 82e Dertycia) - Alfaro ( 62e Caniggia), Rodríguez, Funes (en) | Spectateurs : 50 000 Arbitrage : Edgardo Codesal Méndez | Spectateurs : 50 000 Arbitrage : Edgardo Codesal Méndez |

| 3 mai 1987 | Bolivie            | 1 - 2 | Brésil                     | Estadio Hernando Siles La Paz, Bolivie        |                                               |
| | Denílson 76e (csc) | (0 - 1) | Valdo 40e · Mirandinha 64e | Spectateurs : 55 000 Arbitrage : Elías Jácome | Spectateurs : 55 000 Arbitrage : Elías Jácome |
| Barrero - Veizaga ( Antelo), Ferrufino (es), Arias (nl), Vera (it) - Soria, Villegas (en), Castillo - Justiniano (it) ( Ortega) - García (en), Salinas (nl) | Équipes            | Zé Carlos - Jorginho, Geraldão, Denílson, Nelsinho - Bernardo, Edú Marangón, Bebeto - Sérgio Araújo (en) ( 55e Mirandinha), Evair ( Douglas), Valdo |                            | Spectateurs : 55 000 Arbitrage : Elías Jácome | Spectateurs : 55 000 Arbitrage : Elías Jácome |